# Spindasis maximus
Spindasis maximus är en fjärilsart som beskrevs av Henry John Elwes 1892. Spindasis maximus ingår i släktet Spindasis och familjen juvelvingar. Inga underarter finns listade i Catalogue of Life.